# 小野玄暉
小野 玄暉（おの げんき）は、日本の漫画家。2024年より『週刊少年ジャンプ』（集英社）にて、『ひまてん!』を連載している。

## 来歴
初めて漫画を描いたのは小学校6年生の時で、学校のロッカーに置いて友達に見せていた。
高校生の時に『恋に咲けミコト』を執筆し、2011年に同作が第52回JUMPトレジャー新人漫画賞（審査員:秋本治）で佳作。学校では落ち着きのない問題児であったため、受賞まで小野が漫画家になることを信じる人間は誰もいなかったという。その後、『週刊少年ジャンプ』公式サイトに掲載。漫画に専念するため、大学を1年で辞める。
2013年に『心の中の銃切剣』を『ジャンプLIVE』第1号に掲載する1年前に、『ドブの吸鬼』のネームを描いていたが、当時はコンペで落とされてしまった。しかし『心の中の銃切剣』の後に回すネームがなかったため、担当編集者が『ドブの吸鬼』のネームを提出したところ、『少年ジャンプNEXT!』2014WINTERに掲載が決定している。このネームは5日で描いたが、これは小野にとって最短記録である。
カンフー映画や『三国志』や『レッドクリフ』を好み、中学時代は横山光輝の『三国志』を読んで過ごしていた。「中国の美的感覚や中二センスが大好き」な小野は、「卓球って動きがカンフーっぽいな」と考えていた。2017年、卓球漫画の『フルドライブ』を『週刊少年ジャンプ』2017年47号より連載開始し、2018年12号にて連載終了。
2024年、同誌32号よりラブコメディの『ひまてん!』を連載開始。

## 人物
『フルドライブ』の連載終了後、ファンレターを送ってくれた読者全員（宛て先が書いていない人は除く）に本作のヒロイン·白石真凛のイラストを贈った。

## 作品リスト

### 連載
- フルドライブ（『週刊少年ジャンプ』2017年47号[11] - 2018年12号）
- ひまてん!（『週刊少年ジャンプ』2024年32号[2] - ）

### 読み切り
- 恋に咲けミコト（週刊少年ジャンプ公式サイト） - 『フルドライブ』2巻に併録[12]。
- 心の中の銃切剣（『ジャンプLIVE』第1号[8]） - 『フルドライブ』2巻に併録[13]。
- ドブの吸鬼（『少年ジャンプNEXT!』2014WINTER） - 『フルドライブ』3巻に併録[14]。
- 赤毛のアチョー!!（『週刊少年ジャンプ』2015年16号[15]） - 『フルドライブ』3巻に併録[16]。
- 遥か彼方（『ジャンプGIGA』2016年vol.2[17]）
- ドラコニル（『週刊少年ジャンプ』2019年1号[18]）
- ヤシャツバキ（『週刊少年ジャンプ』2021年23号[19]、『ジャンプGIGA』2022 SPRING[20]） - 『週刊少年ジャンプ』掲載時は「ジャンプ・ショート・フロンティア」作品[21]。

### 書籍
詳細は各リンク先を参照。
- 『フルドライブ』、集英社〈ジャンプ コミックス〉2018年、全3巻
- 『ひまてん!』、集英社〈ジャンプ コミックス〉2024年 - 、既刊4巻（2025年6月4日現在）